# Palmarès des communes du Pavillon bleu 2009
Palmarès des communes françaises du Pavillon Bleu 2009, par département :
- Hautes-Alpes : Le Sauze-du-Lac
- Alpes Maritimes : Antibes, Cap-d'Ail, Nice
- Aude : Fleury, Leucate, Narbonne, Port-la-Nouvelle
- Auvergne : La Tour-d'Auvergne
- Bouches du Rhône : Cassis, Fos-sur-Mer, Port-de-Bouc
- Calvados : Colleville-Montgomery, Courseulles-sur-Mer, Ouistreham Riva-Bella, Pont-l'Évêque
- Charente-Maritime : Dolus-d'Oléron, La Flotte-en-Ré, La Rochelle, Le Bois-Plage-en-Ré, Le Grand-Village-Plage, Saint-Denis-d'Oléron, Saint-Georges-de-Didonne, Saint-Trojan-les-Bains
- Corrèze : Beynat
- Côtes d'Armor : Lancieux
- Eure-et-Loir : Arrou
- Finistère : Clohars-Carnoët, Fouesnant, Roscoff
- Gard : Le Grau-du-Roi
- Haute-Garonne : Caraman
- Gironde : Carcans, Grayan-et-l'Hôpital, Hourtin, Lacanau, Le Verdon-sur-Mer, Soulac-sur-Mer, Vendays-Montalivet
- Hérault : Agde, Frontignan-la Peyrade, La Grande-Motte, Marseillan, Mauguio-Carnon, Portiragnes, Sérignan, Sète, Valras-Plage, Villeneuve-lès-Maguelone
- Ille-et-Vilaine : Saint-Lunaire, Vern-sur-Seiche
- Loire-Atlantique : La Bernerie-en-Retz, La Turballe, Les Moutiers-en-Retz, Pornic, Préfailles, Saint-Brevin-les-Pins, Saint-Michel-Chef-Chef
- Loiret : Orléans
- Manche : Agon-Coutainville,  Barneville-Carteret, Bréhal, Les Pieux, Portbail, Siouville-Hague
- Morbihan : Vannes, Plouhinec
- Moselle : ports de plaisance de Metz et Sarreguemines ;
- Nord : Dunkerque
- Oise : Beauvais
- Pyrénées Orientales : Argelès-sur-Mer, Canet-en-Roussillon, Port-Barcarès, Saint-Cyprien, Sainte-Marie-la-Mer, Torreilles
- Haute-Savoie : Veyrier-du-Lac]
- Seine-Maritime : Étretat, Fécamp, Hautot-sur-Mer, Le Havre, Saint-Jouin-Bruneval
- Seine-et-Marne : Souppes-sur-Loing
- Somme : Ault, Fort-Mahon-Plage
- Tarn-et-Garonne : Molières, Monclar-de-Quercy
- Var : Hyères, La Croix-Valmer, La Londe-les-Maures, Le Lavandou, Le Pradet, Saint-Mandrier-sur-Mer, Sainte-Maxime, Six-Fours-les-Plages, Toulon
- Vendée : L'Aiguillon-sur-Mer, La Barre-de-Monts, Jard-sur-Mer, Longeville-sur-Mer, Notre-Dame-de-Monts, Saint-Jean-de-Monts, Saint-Hilaire-de-Riez, Talmont-Saint-Hilaire, La Tranche-sur-Mer
- La Réunion : Saint-Paul (La Réunion), Saint-Leu (La Réunion)
- TOM : Bora-Bora